# Mendlik János
Mendlik János (Nagymaros, 1792. december 22. – Pécs, 1877. január 9.) tanítóképzintézeti tanár és főelemi iskolai tanító.

## Élete
Iskoláit Vácon, Nagyszombatban, Trencsénben és Keszthelyen végezte; a bölcseletet a pesti egyetemen hallgatta. Atyját, aki tanító volt, 14 éves korában elveszítvén, a gimnázium IV. osztályától kezdve kizárólag a saját szerzeményére volt utalva és magántanítással tengette életét. Hogy magát fönntarthassa, mint nevelő működött a báró Bézsán családnál Dunaszekcsőn. Innét 1823-ban Pécsre hivatott meg a főelemi iskolába. Eközben egyszersmind a báró Szepesy Ignác pécsi püspök által fölállított mesterképzőben mint tanár 21 évig működött. 1864-ben 40 éves tanítói működésének elismeréseül az arany érdemkeresztet kapta. Gyermekei közül öten: Teréz, Ágoston, Ferenc, Mihály és Alajos tanárok.

## Munkái
- A magyar nevendékeket vezető mód a számvetés tudományában. A tanítók és nevelők könnyebbségökre, és mind azoknak, a kik e tárgyban magokat tökélletesíteni akarják, szolgáló segédkönyv. Pécs, 1837.
- Gyakorlati népszerű számtan. Kérdések és feleletekben tanítók, tanítójelöltek és tanulók számára. Uo. 1864.